# Massacre de El Calabozo
O massacre de El Calabozo foi um incidente ocorrido durante a Guerra Civil Salvadorenha nos dias 21 a 22 de agosto de 1982, em que mais de duzentas pessoas, incluindo crianças e idosos, foram mortas em El Calabozo pelo Batalhão Atlacatl do Exército Salvadorenho. A ação está vinculada com a chamada operação Azenón Palma.

## Massacre
Em agosto de 1982, os militares salvadorenhos atacaram o departamento de San Vicente, área onde se sabia que a Frente Farabundo Martí de Libertação Nacional possuía bases. O departamento foi bombardeado por vários dias antes que as forças terrestres avançassem, fazendo com que muitos civis fugissem.
Na noite de 21 de agosto, um grupo de pessoas deslocadas internamente foi surpreendido às margens do rio Amatitán pelo Batalhão Atlacatl, uma unidade de contra-insurgência treinada pelos Estados Unidos. O Batalhão Atlacatl havia sido responsável pelo massacre de El Mozote, no qual até 900 civis capturados foram mortos. Em um local chamado "El Calabozo" ("O Calabouço"), o batalhão cercou os deslocados internos e abriu fogo à queima-roupa. Os soldados lançaram alguns dos corpos no rio e jogaram ácido em outros, tornando impossível confirmar o número exato de mortos, porém mais de duzentos foram dados como desaparecidos após o incidente pelos familiares sobreviventes. Os mortos incluíam bebês e idosos.

## Investigações
O Ministro da Defesa José Guillermo García afirmou que o governo investigou o incidente e determinou que nenhum massacre ocorreu. Em 1992, os sobreviventes apresentaram queixa às autoridades, solicitando uma investigação.  Embora a Comissão da Verdade para El Salvador tenha documentado a existência do massacre, o governo encerrou o caso em 1993 sem acusações. Até 2012, o governo salvadorenho não havia reconhecido a existência do massacre nem processado os responsáveis.
Em 2016, foi promovida a reabertura do processo, após a Suprema Corte de Justiça de El Salvador declarar a inconstitucionalidade da Lei de Anistia promulgada em 1993, que impedia o prosseguimento das ações judiciais e o esclarecimento dos crimes cometidos antes 1 de janeiro de 1992, no contexto da guerra civil ocorrida de 1980 a 1992.
Em 2016, o Ministério da Cultura declarou como Patrimônio Cultural o local de memória histórica onde ocorreu o massacre.